# Tihanyi Gyula (basszusgitáros)
Tihanyi Gyula (Pécel, 1946. július 28. – 2016. november 17.) magyar basszusgitáros, énekes.

## Pályafutása
A szülők a háború miatt költöztek Pécelre.[forrás?] Első gitárját szüleitől kapta, miután Tommy Steele-filmek hatására érdeklődni kezdett a hangszer iránt és zenélni kezdett.
Első együttese a Nivram volt 1964-ben, mellyel gyorsan sikeres lett. Sokáig a Csokonai Művelődési Házban játszott szombatonként. Ezután az Atlantis következett, amellyel szerepelt az 1967-es Táncdalfesztiválon a Drága bakter úr című dallal. Játszott továbbá a sashalmi Szivárvány együttesben, amelynek 1969-ben a zenekarvezetője lett. 1970-től nagy sikerrel főleg Led Zeppelin számokat játszottak, s még egy klub is alakult a nevükkel, melyben hétfőnként játszottak. 
A Szivárvány felbomlása után az Árnyék és Fény zenekarban folytatta pályafutását, ami – Sztevanovity Zorán kérésére – Metró lett (ezt a formációt említik "fúvós Metro" vagy "ex-Metró"-ként is). Játszott továbbá a Thomasticban, ami Máté Péter kísérő zenekara volt. 1972-ben az M7 alapítója volt Kisfaludy Andrással (Kex), Kalmus Józseffel és Rusznák Ivánnal együtt. 1976-ig volt tagja, majd rövid ideig technikusként közreműködött a Skorpió együttesnél és a 100 Folk Celsiusnál, ahol basszusgitározott is.
11 évig zenélt együtt Tolcsvay Bélával a Tolcsvay-trióban. Ezután a Rat Boys nevű ír countryzenekarral játszott sokat, Németországban, Ausztriában is – ebből alakult később a Black Riders. Közreműködött Dinnyés József Band Of Memory formációjának Ezt nem fújja el a szél albumában is.
Saját alapítású zenekara az Aranyásók és 2003 óta a Mustang Band, ami a Szivárvány "reinkarnációja" egy kis Country zenével.
Tagja a Magyar Zenészbázis Egyesületnek.